# Bacio! Bacio!
Bacio! Bacio! (Gorzko, gorzko!)	 è un film del 2023 diretto da Tomasz Konecki.

## Trama
Un incallito playboy decide di puntare a corteggiare l'ostinata promessa sposa del figlio di un famoso ed ambizioso politico.

## Distribuzione
Il film è stato distribuito sulla piattaforma Netflix a partire dal 26 aprile 2023.